# Улица Димитрова (Владикавказ)
Улица Дими́трова — улица во Владикавказе, Северная Осетия, Россия. Улица располагается в Иристонском муниципальном округе между улицей Мордовцева и Павленко. Начинается от улицы Мордовцева.
Улицу Димитрова пересекают улицы Армянская, Штыба, Коста Хетагурова. Считается первой улицей Владикавказа.

## История
Улица названа в память болгарского коммунистического и общественного деятеля Георгия Димитрова (1882—1949).
Улица стала формироваться в начале XIX века. Отмечена на картах города Владикавказа XIX века как Церковная улица. Упоминается под этим же названием в Перечне улиц, площадей и переулков от 1911 года.
25 октября 1922 года улица Церковная была переименована в улицу Веры Тибиловой — в память революционера и общественного деятеля Осетии Веры Тибиловой. Упоминается под этим же названием в Перечне улиц, площадей и переулков от 1925 года.
5 марта 1938 года Президиум Горсовета принял решение переименовать улицу Веры Тибиловой: «Улицу, носившую имя буржуазной националистки Веры Тибиловой, переименовать в улицу Ленина, сделав её продолжением ул. Ленина, сняв немедленно домовые таблицы, заменив их новыми». Улица Веры Тибиловой была разделена на две части: северная часть была присоединена к улице Ленина, а южная часть улицы была переименована в улицу Орджоникидзе.
19 декабря 1953 года улица Орджоникидзе была переименована в Гражданскую улицу.
3 сентября 1964 года Гражданская улица была переименована в улицу Димитрова, в связи с активизацией побратимских отношений с городом Кырджали (Болгария).

## Достопримечательности
Объекты культурного наследия
- Бюст Георгия Димитрова — перекрёсток улицы Димитрова и улицы Штыба. Памятник монументального искусства. Авторы: скульптор С. Д. Тавасиев, архитектор И. Г. Гайнутдинов (гранит);
- Пушкинский сквер — памятник истории и природы. Место дома для проезжающих, где в мае и августе 1829 года останавливался, путешествуя по Кавказу, поэт А. С. Пушкин, а также сосланные на Кавказ декабристы;
- д. 5 — памятник архитектуры. Бывший особняк М. Н. Горбунцова. Дом, в котором с ноября 1902 года по начало лета 1903 года жил основоположник осетинской литературы, художник, общественный деятель Коста Леванович Хетагуров;
- д. 6 — памятник архитектуры. Дом, в котором в 1906 году размещалась подпольная типография Терско-Дагестанского РСДРП;
- д. 7 — памятник истории.  Дом, в котором жил священник, просветитель Х.Д. Цомаев.